# 西松任站
西松任站（日语：／ Nishi-Mattō eki */?）是位於日本石川縣白山市相木町，屬於IR石川鐵道IR石川鐵道線的鐵路車站。本站是於2024年3月16日開業的新通勤車站，也是IR接管原JR西日本北陸本線後第一個新落成啟用的車站。

## 背景
當白山市的前身‐松任市於1970年建市時，本站及其周邊被劃定為「千代野新市鎮」，作為金澤市周邊的通勤城市。早於2014年，合併後的白山市就已經發起建站請願，要求在千代野新市鎮內興建新車站，及後經歷多次呈請後，建站的提議終於在2021年獲接納。白山市便利用國家對地方自治體的補助金用作興建新車站，同年正式動工。同時，白山市銳意將車站周邊用地進行發展，包括將原有的農地改為住宅地，發展為「步野北安田南部」（あゆみ野北安田南部）的新社區，並以較相宜的價錢吸引居民買地建屋；另外車站旁亦興建了購物廣場及其他社區配套設施，這一切都希望可以增加車站使用率。
2024年3月3日，西松任站舉行竣工儀式，並於16日正式啟用。該站的總開支達16億日圓，預計日後每日使用量約為1,700人。

## 车站構造
採用簡易車站模式運作，為無人車站，共設有2個出入口。

### 站房
簡易式站房設於1號月台方向，為單層組合屋形式站房，進站後左側為候車室，右側為自動售票機及兩個無障礙式洗手間，中央為開放式閘口，裝有一對對應出、入閘的簡易式IC卡感應器；至於2號月台則為開放式出入口，並以無障礙斜道連接至車站外，同樣設有候車室。
月台間以配有升降機的行人天橋連接，因而也可用作橫跨車站兩端的連絡通道之用。

### 月台
設有側式月台2個，長130公尺，有效長度為6輛。
| 路線 | 路線          | 方向 | 行先                 | 備註 |
| ---- | ------------- | ---- | -------------------- | ---- |
| 1    | ■IR石川鐵道線 | 下行 | 金澤方向             |      |
| 2    | ■IR石川鐵道線 | 上行 | 小松、福井、敦賀方向 |      |

## 歷史
- 2020年2月20日：白山市地域公共交通協議會提交建站建議[5]。
- 2021年：

- 4月27日：國土交通省北陸信越運輸局批准於加賀笠間~松任間興建新車站，暫稱「西松任」。
- 10月28日~11月30日：進行新站名募集活動。

- 2022年3月8日：正式命名為「西松任站」[8][9]。
- 2024年：

- 3月3日：舉行車站竣工儀式。
- 3月16日：隨北陸本線 大聖寺站 - 金澤站轉交至IR石川鐵道營運而開業。

## 相鄰車站
IR石川鐵道
■IR石川鐵道線
加賀笠間－西松任－松任

## 外部連結
- 西松任站 - IR石川鐵道 （页面存档备份，存于）（日語）